# Dundas (Nuevo Brunswick)
Dundas es una parroquia canadiense situada en la provincia de Nuevo Brunswick.

## Superficie
Dundas tiene una superficie de 172,32 km².

## Demografía
En 2021, tenía 4332 habitantes, una densidad poblacional de 25,1 hab./km², y 2569 viviendas.